# Pobiti kamani
Pobiti kamani (bolgarsko Побити камъни, latinizirano: Pobiti kamăni, v prevodu »Zasajeni kamni«), cevaste konkrecije, oblikovane okoli »dvigajočih se metan tekočinskih oblakov«, so puščavi podoben kamniti fenomen na severozahodni meji oblasti Varna v Bolgariji.
Kamnite stebre je prvi opisal ruski arheolog in zgodovinar Viktor Tepljakov leta 1829. Zaradi ohranitve so bili Pobiti kamni v poznih 1930-ih razglašeni za naravno znamenitost.
Kamniti stebri so bili v starih časih sveto mesto.

## Izvor
Obstaja več teorij o izvoru pojava. Pionirske hipoteze lahko v grobem razdelimo v dve skupini: nakazujejo organski ali abiotski izvor. Po prvem so formacije posledica aktivnosti koral (vendar podrobne raziskave ne kažejo koral), medtem ko drugi pojav pojasnjuje s prizmatičnim preperevanjem in dezertifikacijo kamnin, nastajanjem peska in apnenčastih konkrecij ali spodnje eocenske mehurjaste grebene.
Na podlagi petrografskih raziskav in geokemičnih raziskav stabilnih izotopov ter na podlagi terenskih opazovanj obstajajo dokazi, da predstavljajo te strukture izjemen ostanek paleo-ogljikovodikovega sistema pronicanja (nizkomagnezijski kalcitni cementi so v težkem ogljikovem izotopu 13C močno izčrpani). Poti kroženja tekočin so ohranjene kot v pesku strjeni stebri, ki so po nedavni odstranitvi peska ustvarili puščavi podobno pokrajino. Dinamično rekonstrukcijo izvora teh struktur, procese premikanja tekočin in mikrobsko mediacijo oksidacije ogljikovodikov, ki vodi v obarjanje karbonatov, so preučevali De Boever in sod. (2009).

## Opis
Pobiti Kamani zavzemajo območje, dolgo 8 km in široko 3 km, ki poteka od severa proti jugu. Ta kamnita tvorba je redek naravni pojav. Gre za kamnite stebre, visoke od 5 do 7 m (nekateri tudi do 10 m) in debeline od 30 cm do 3 m, z zelo različnimi prerezi. Nekateri stebri so razlomljeni na dva ali več kosov. Stojijo pokonci v pokrajini, posamezno ali v skupinah, kot bi jih močna sila namenoma zabila v pesek. Od tod tudi ime Pobiti kamani, kar lahko prevedemo kot »Zabiti kamni« ali »Posajeni kamni«. Zaradi podobnosti z okamenelim gozdom se včasih uporablja izraz kamniti gozd, ki ga ne smemo zamenjevati s kamnitim gozdom, kraško pokrajino v avtonomnem okrožju Šilin na Kitajskem.
Stebri nimajo trdne podlage. So votle in napolnjene s peskom. Poleg vidnih stebrov so še drugi stebri, ki so skriti v zemlji. Ti skriti stebri so razporejeni pod zemljo v treh etažah. Ta nadstropja so izpostavljena le v skupini stebrov Karierata, tako da so vidne skupno štiri plasti stebrov, ki segajo v skupno višino 25 m. Vsaka plast stoji na svoji osnovni plasti apnenca, ki imajo verjetno vse enak mehanizem nastanka.
Obstaja sedem skupin kamnitih stebrov. 
Na primer, Dikilitaš, glavna skupina, vključuje več kot 350 kamnov. Strašimirovo ima štiri vrste kamnov, ki so značilni po svojih 'izbočenih' srednjih segmentih.
Mnogi kamniti stebri spominjajo na živali ali ljudi in so dobili ustrezna imena: Kamniti varuh, Kamela, Prestol, Kamniti gozd, Lev, Slap.
Septembra 2020 je Reuters poročal, da je po družbenih medijih krožila podoba Pobitih kamanov, narejena s fotošopom rdeče, pod lažnimi trditvami, da gre za »izvirno NASA-ino fotografijo Marsa«.